# 比利亚雷斯德拉雷纳
比利亚雷斯德拉雷纳，是西班牙卡斯蒂利亚-莱昂萨拉曼卡省的一个市镇。 总面积22平方公里，总人口3081人（2001年），人口密度140人/平方公里。